# 戈爾德鎮區 (伊利諾伊州比羅縣)
戈爾德鎮區（英語：Gold Township）是位於美國伊利諾伊州比羅縣的一個行政鎮區。

## 地方資料
根據2010年美國人口普查的數據，戈爾德鎮區的面積為93.50平方千米，當中陸地面積為93.00平方千米，而水域面積為0.50平方千米。當地共有人口180人，而人口密度為每平方千米1.93人。